# Exogyra
Exogyra és un gènere extint de mol·luscs bivalves típic del Juràssic i del Cretaci europeus (d'ençà d'uns 200 a prop de 60 milions d'anys). Pertany a la família Gryphaeidae, juntament amb el gènere Gryphaea, amb qui comparteix trets comuns.

## Característiques
Els individus del gènere Exogyra vivien en el llit marí a poca profunditat i els caracteritzava una valva esquerra enroscada en espiral i marcadament ornamentada, que fixaria el mol·lusc al substrat en tota la seva superfície, i una de més petita estreta i plana que faria de tapa. A diferència del gènere Gryphaea les seves conquilles són menys gruixudes i pesants.